# Caracal
Caracal là một chi thú ăn thịt trong họ Felidae. Trước đây, chúng được xem như một chi đơn loài với loài duy nhất Caracal caracal. Tuy nhiên, những phân tích di truyền học gần đây đã cho thấy sự liên quan chặt chẽ về mặt gen di truyền giữa loài linh miêu tai đen với loài beo vàng châu Phi và chúng có cùng một tổ tiên khoảng 5,4 triệu năm trước. Vì vậy, 2 loài này hiện đã được xếp chung vào chi Caracal. This taxonomic classification is used in the Sách Đỏ IUCN for the African golden cat. It is used as a synonym for the serval.

## Các loài
- Caracal aurata
- Caracal caracal